# Верещагин, Василий Петрович
Васи́лий Петро́вич Вереща́гин (1 [13] января 1835, Пермь — 9 [22] октября 1909, Санкт-Петербург) — русский живописец, видный представитель петербургского академизма пореформенной эпохи, мастер исторической картины, церковный декоратор и портретист; средний из трёх пермских художников Верещагиных, брат пейзажиста Петра Верещагина и исторического живописца Митрофана Верещагина. Профессор (с 1869) Императорской Академии художеств, действительный статский советник (1883).

## Биография
Родился 1 (13) января 1835 года в Перми, его отец Пётр Прокопьевич (1795—1843) и дед Прокопий Данилович (1764 — после 1811) Верещагины были иконописцами. Также художниками стали его братья Пётр (1834—1886) и Митрофан (1842—1894) Верещагины.
Начальное образование получил в уездном училище, живописи обучился у деда Ивана Васильевича Бабина и у Афанасия Ульяновича Орлова, принявшего активное участие в его судьбе.
Первоначальное художественное образование получил у местного иконописца; но в 1856 году поступил в Академию художеств учеником Алексея Тарасовича Маркова. В течение шестилетнего пребывания в Академии он получил все академические медали. За программу «Великая княгиня Софья Витовтовна на свадьбе у великого князя Василия Тёмного…» удостоен золотой медали 1-го достоинства и звания классного художника 1-й степени.
Отправившись за границу пенсионером Академии, Верещагин посетил все важные художественные центры, но главным образом работал в Риме, изучая и копируя картины старых мастеров. Возвратившись в Петербург в 1869 году, он представил в Академию в виде отчёта о своих заграничных занятиях картины: «Святой Григорий Великий проклинает умершего монаха за нарушение обета бессеребрия» (1862; ГРМ), «Свидание заключённого со своим семейством» (1868; ГТГ, повторение — ПГХГ), «Ночь на Голгофе» (1869; ГРМ), «Молитва святой Анны, матери пророка Самуила» (1864, Большая золотая медаль на Всемирной выставке в Париже — 1867; ПГХГ), три портрета (в том числе, портрет Александры Николаевны Якоби), две большие картины и двадцать акварелей, за что и сделан профессором портретной и исторической живописи. Более 20 лет преподавал в Академии рисунок и композицию.

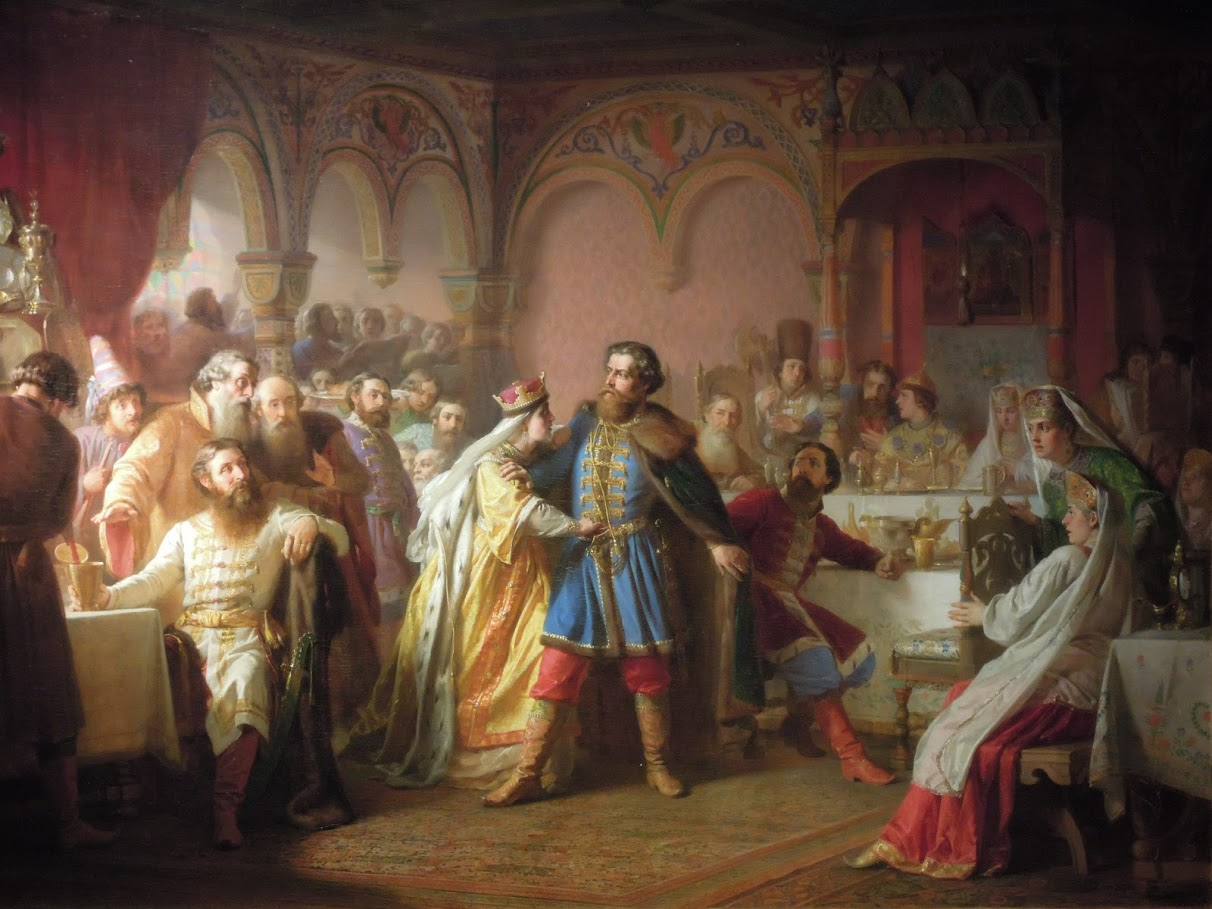
«Великая княгиня Софья Витовтовна на свадьбе у великого князя Василия Тёмного…»

В 1870 году Верещагин отправился снова в Рим, а по возвращении в Петербург занялся исполнением стенной декорации дворца великого князя Владимира Александровича на темы из русской народной поэзии. Написал картины «Илья Муромец на пиру у князя Владимира» (1872), «Алёша Попович», «Бой Добрыни со Змеем Горынычем», «Деву-зарю» и «Овсень», в огромных размерах, на особом рубчатом полотне в подражание гобеленам; — получил за них золотую медаль на Всемирной выставке 1873 года в Вене.
К наиболее замечательным произведениям его следует причислить: «Крещение святого Владимира», «Водворение христианства в Киеве» и «Закладка десятинной церкви». Эти последние картины находятся в церкви дворца великого князя Владимира Александровича. Капитальными трудами Верещагина являются работы его в храме Спасителя в Москве (1875—1879), а также для Успенского собора Киево-Печерской лавры. Также выдающиеся его картины: «Снятие со креста», «Римские девочки», «Чучар», «Ау!». В 1891 году Верещагин издал «Альбом историй государства Российского в изображениях державных его представителей». На академической выставке 1891 года находилась большая картина Верещагина «Защитники Свято-Троицкой Сергиевской лавры в 1608 году» (1891; ГРМ). Им исполнено несколько литографий, а именно: «Святополк Окаянный, преследуемый тенями своих братьев», «Святая, держащая крест перед открытою пастью медведя», «Три львиные головы».
В 1896 году Верещагин издал альбом «История Государства Российского в изображениях державных его правителей с кратким пояснительным текстом», включающий в себя около 70-и изображений русских правителей от Рюрика до Николая II.
При содействии Василия Петровича Верещагина были открыты Художественно-промышленное училище в Екатеринбурге и Пермская рисовальная школа.
Умер 9 (22) октября 1909 года в Петербурге. Похоронен на Северном (ранее Успенском) кладбище (7-й Совхозный уч.); там же рядом были погребены его жена Агрипина Александровна (23.06.1854—14.12.1901) и сын Владимир (21.06.1887—30.05.1905).

## Галерея

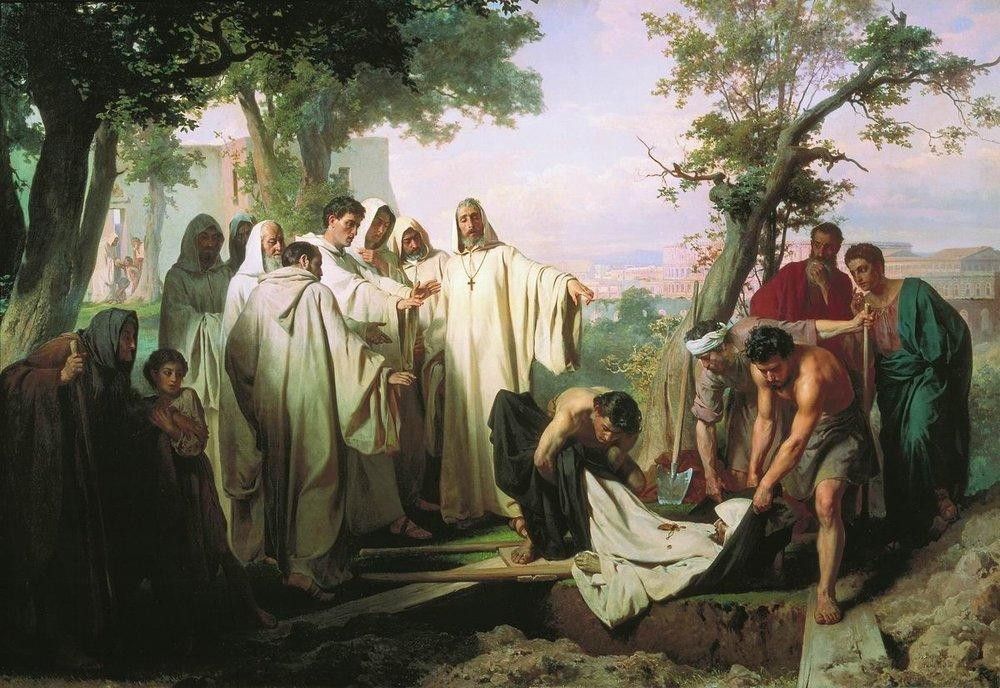
Святой Григорий проклинает умершего монаха за нарушение обета бессеребрия
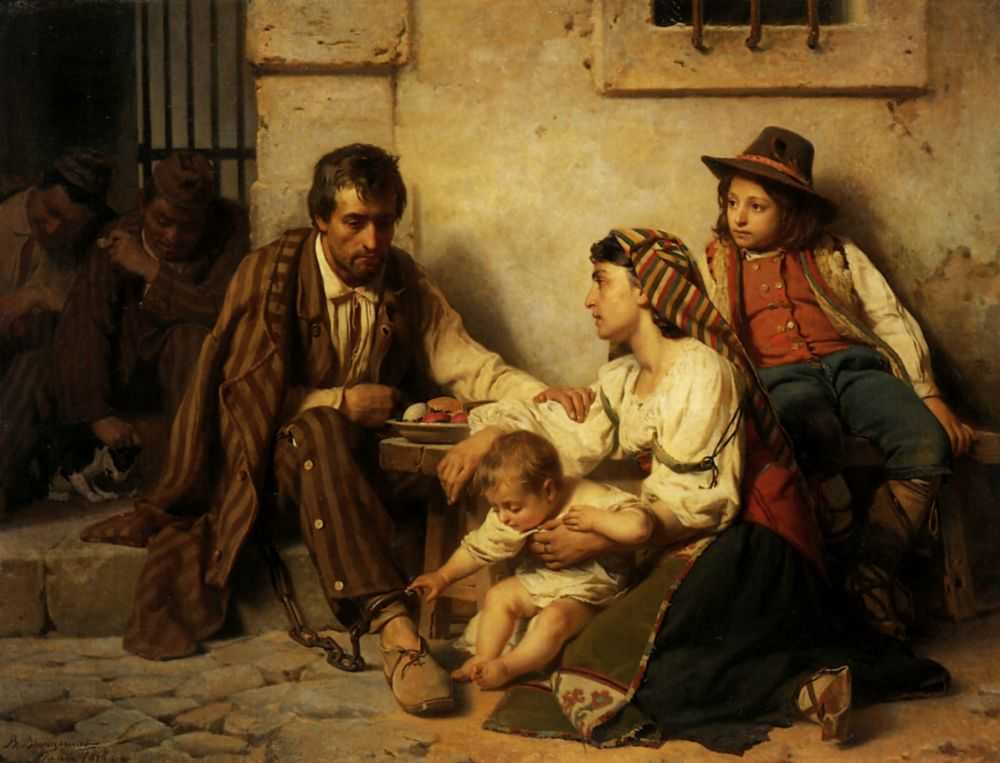
Свидание заключённого со своим семейством
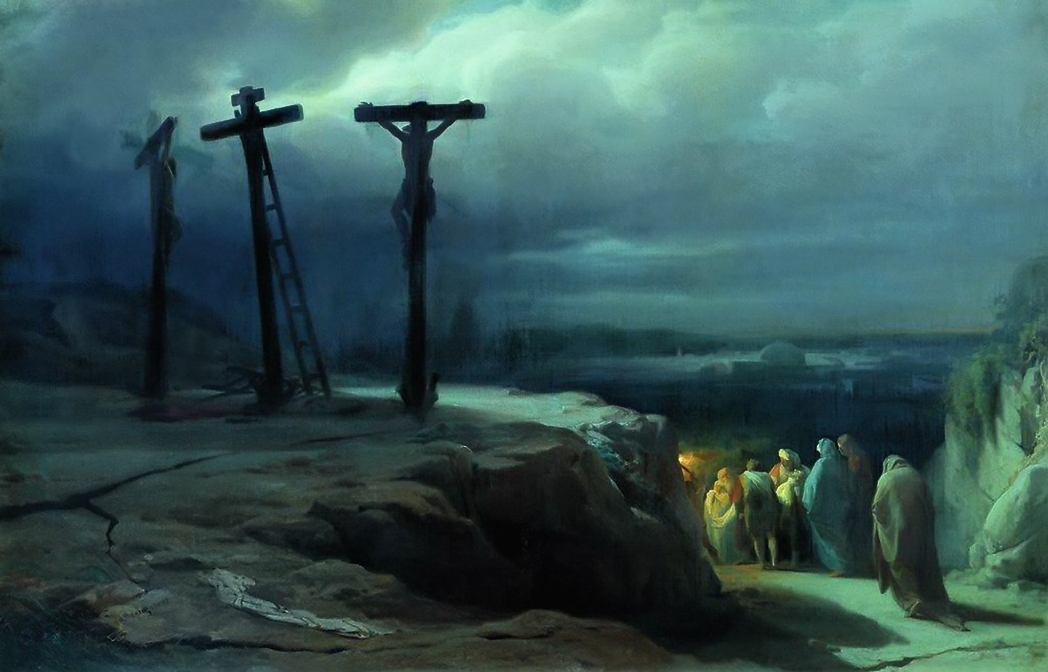
Ночь на Голгофе
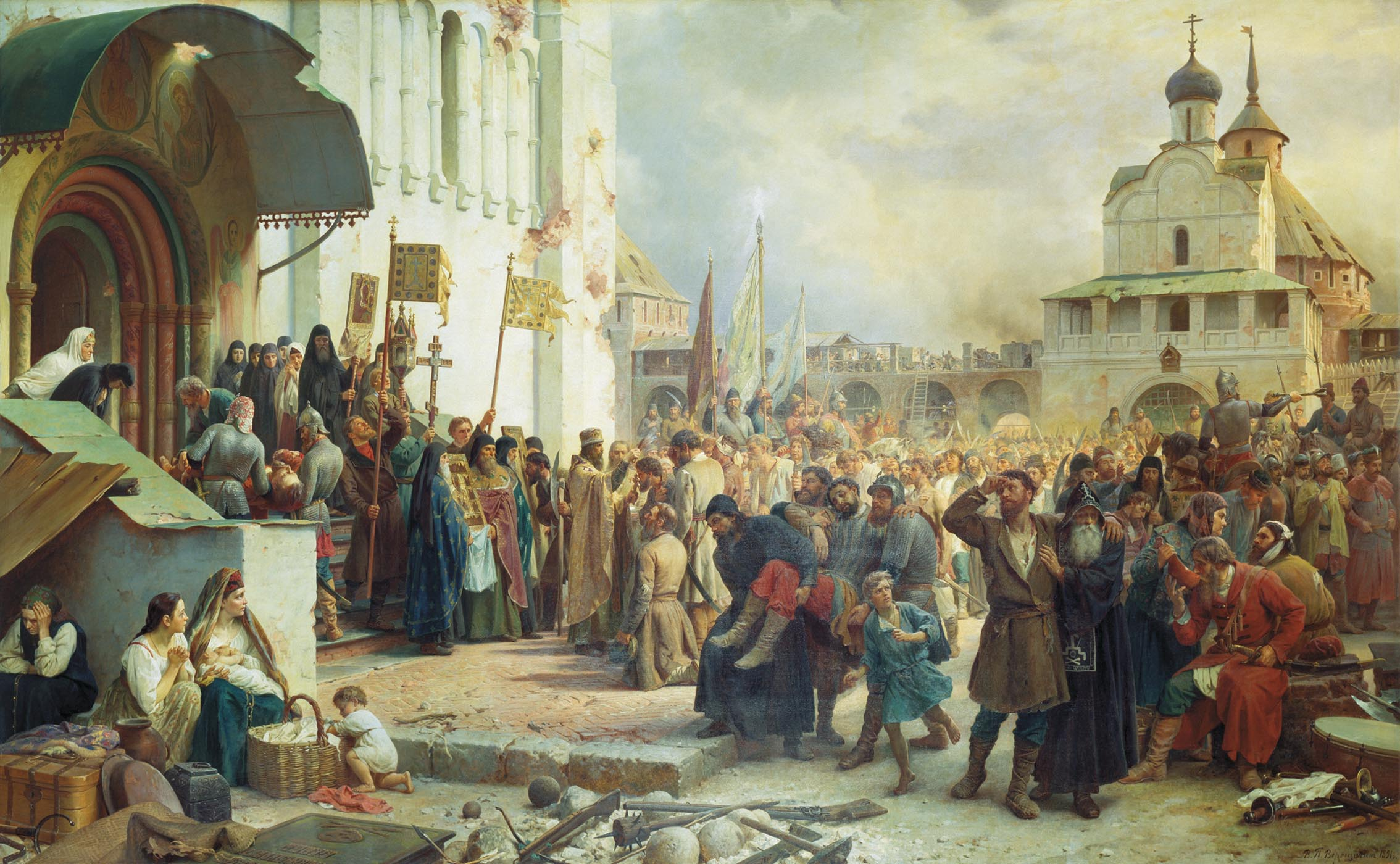
Защитники Свято-Троицкой Сергиевской лавры в 1608 году
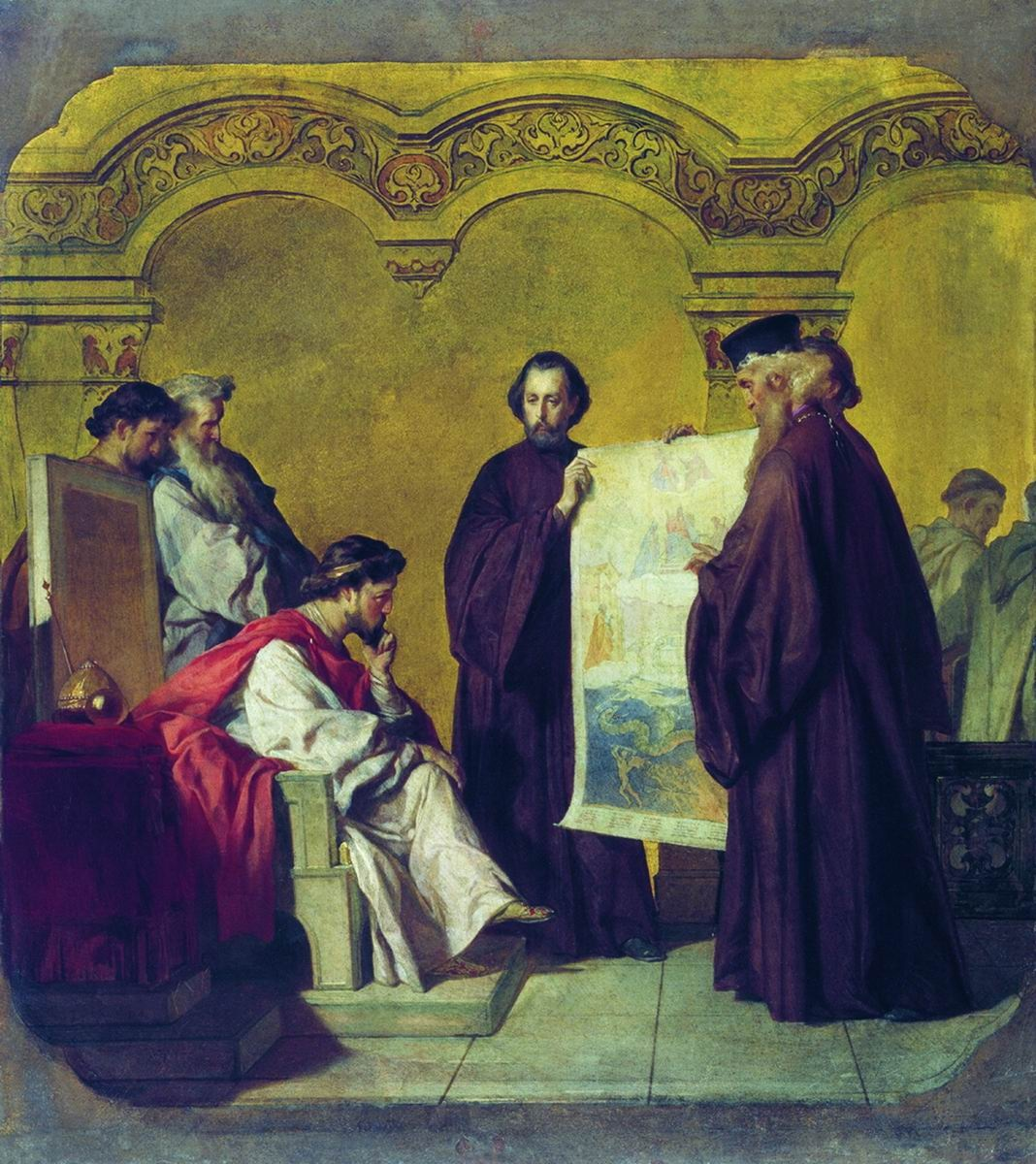
Князь Владимир принимает иностранных послов
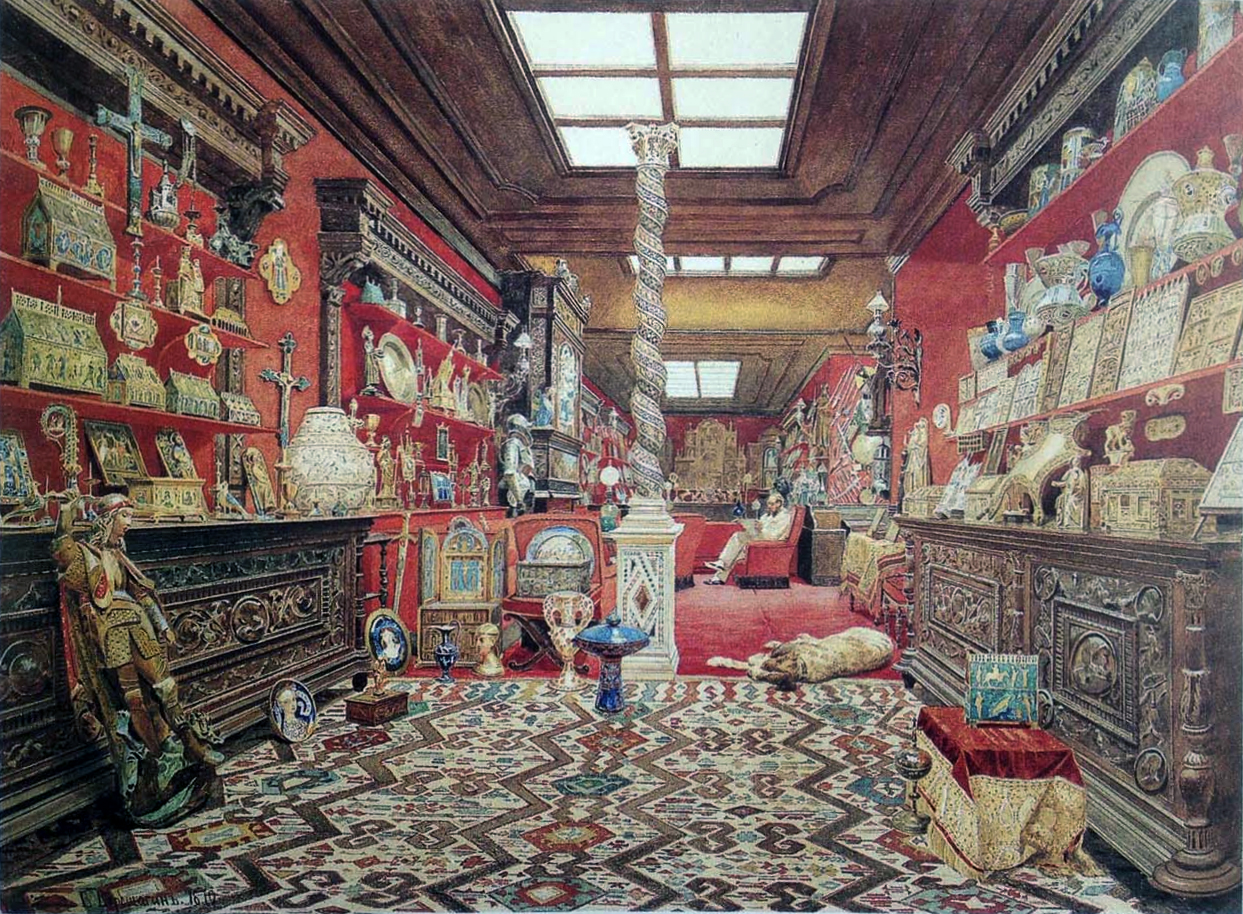
Александр Базилевский и его коллекция (1870)
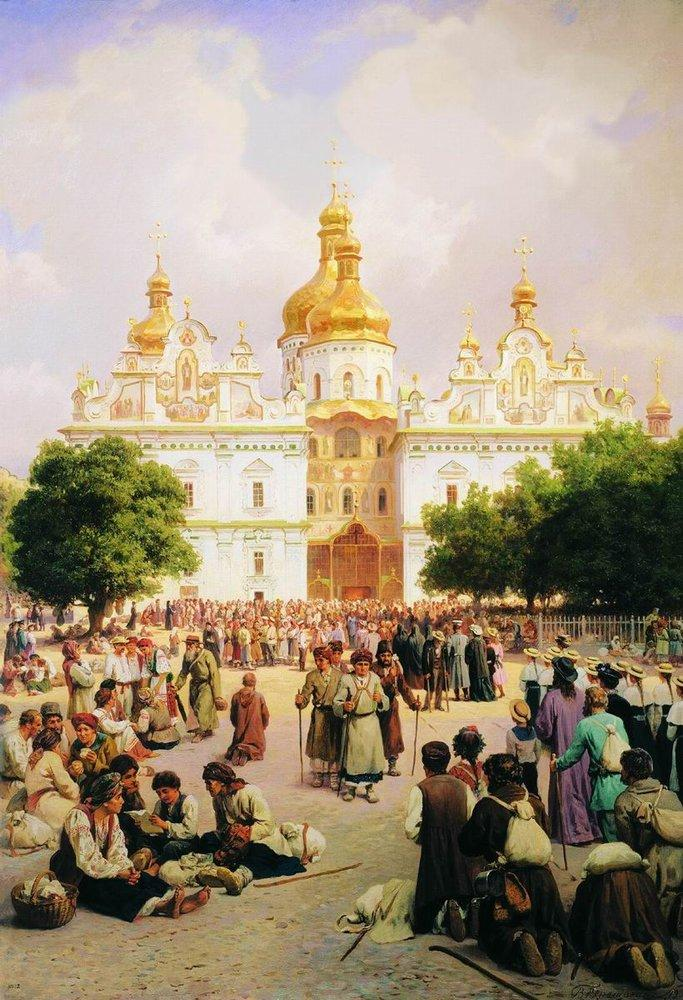
Великая церковь Киево-Печерской лавры
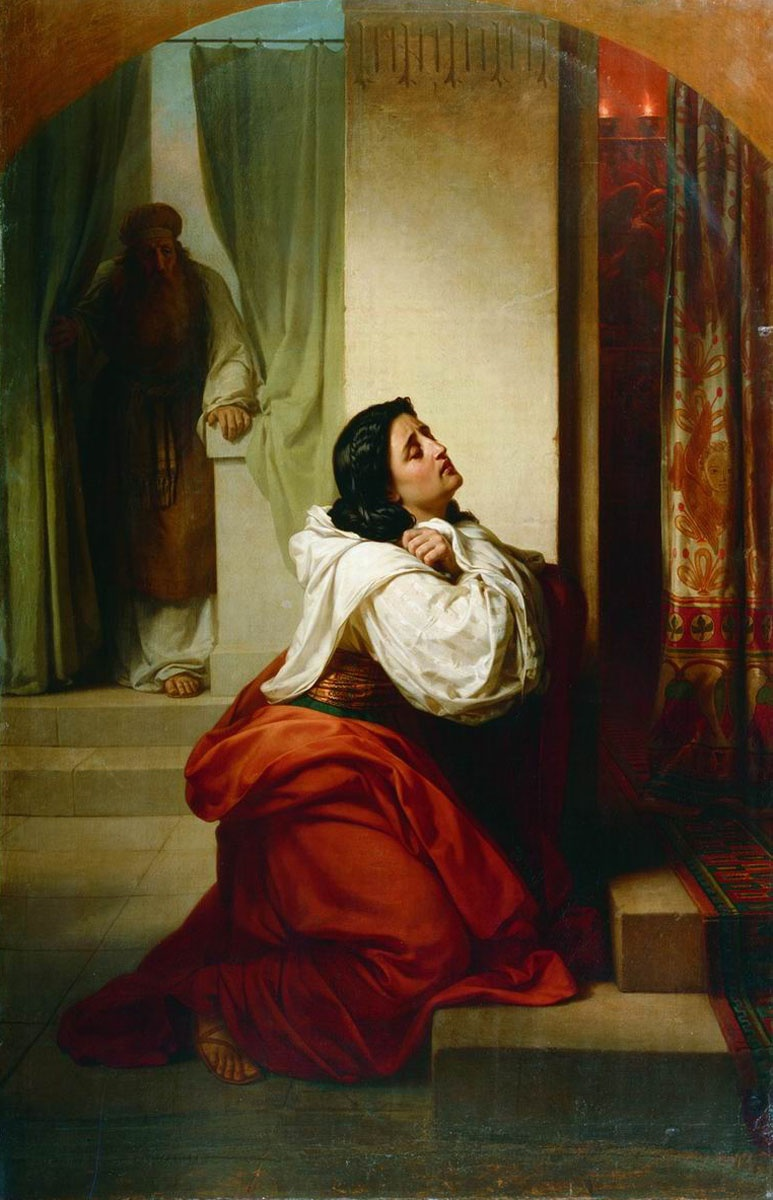
Моление святой Анны, матери пророка Самуила
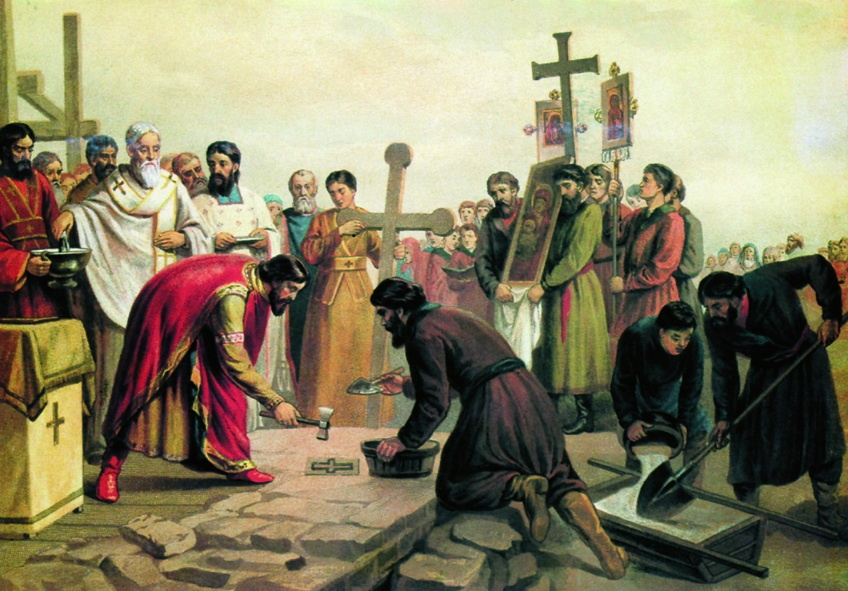
Закладка Десятинной церкви в Киеве в 989 году
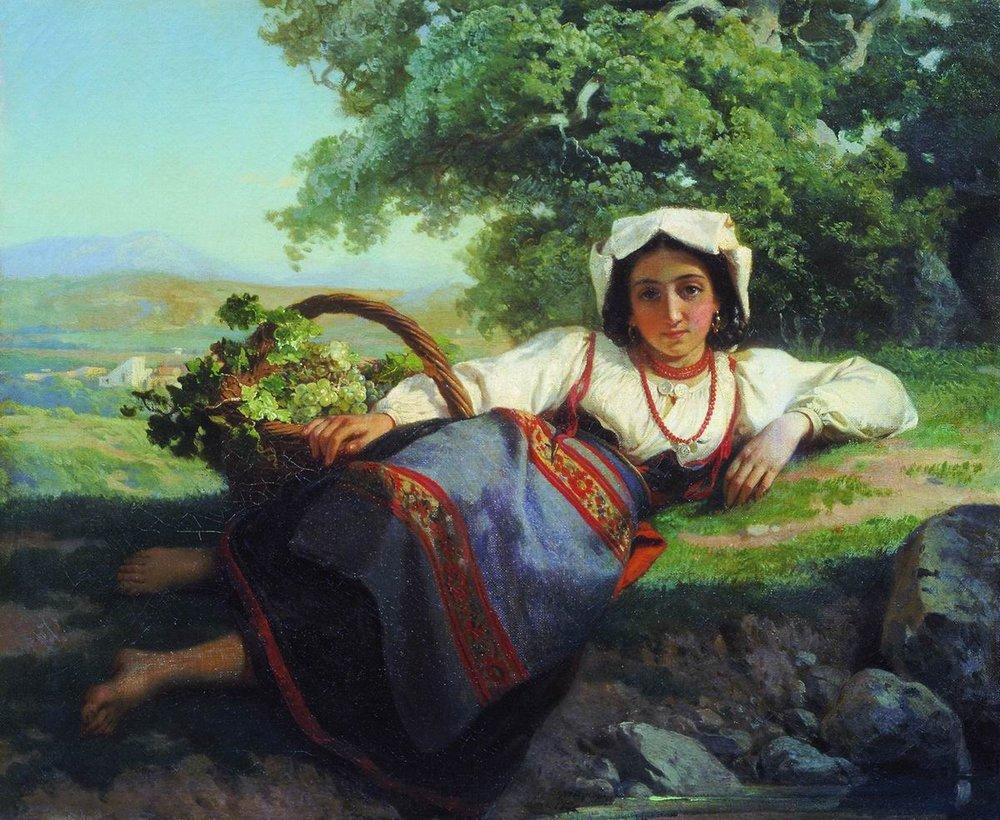
Девушка с виноградом (1865)
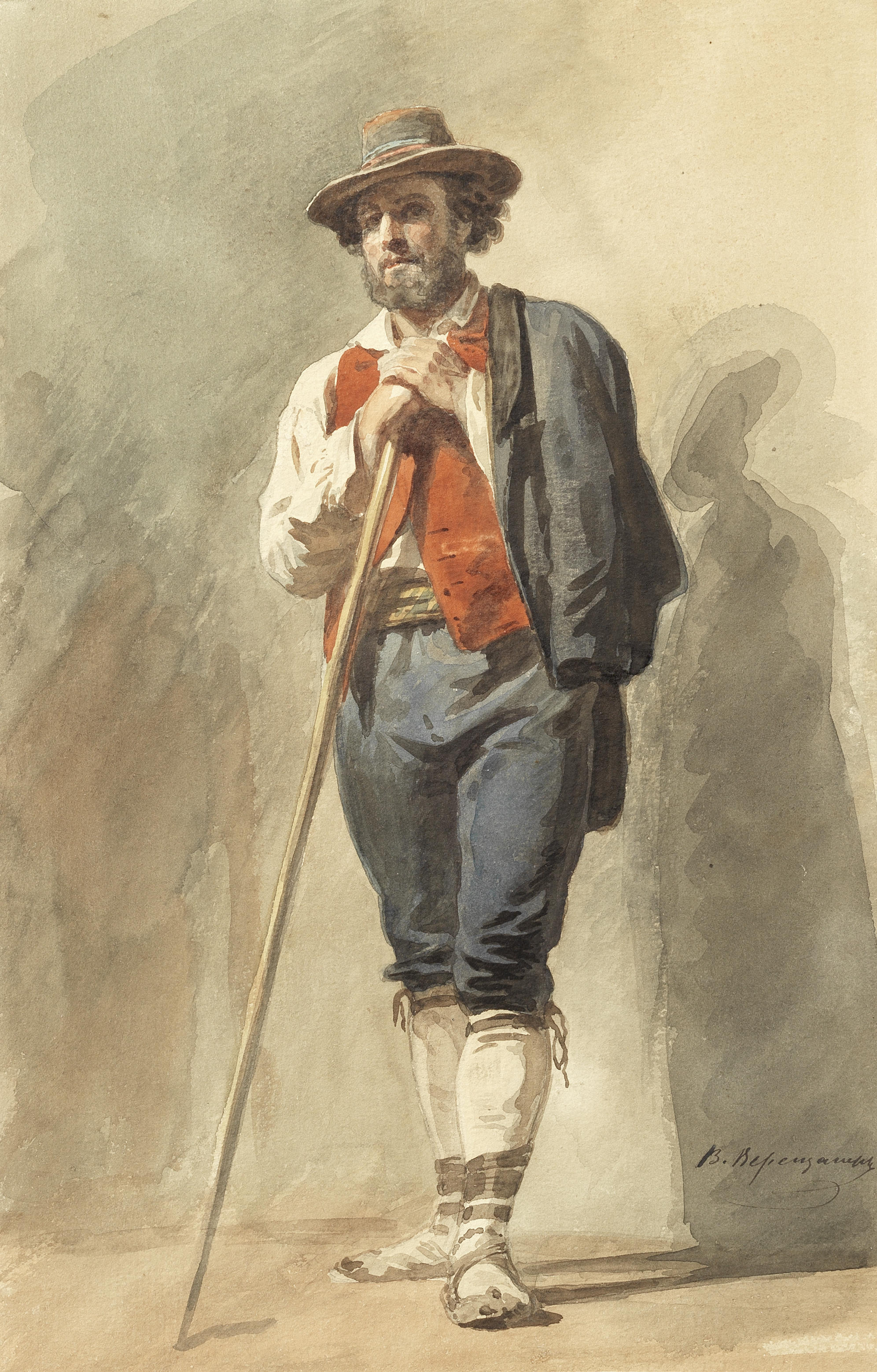
Итальянский мужчина в традиционном костюме
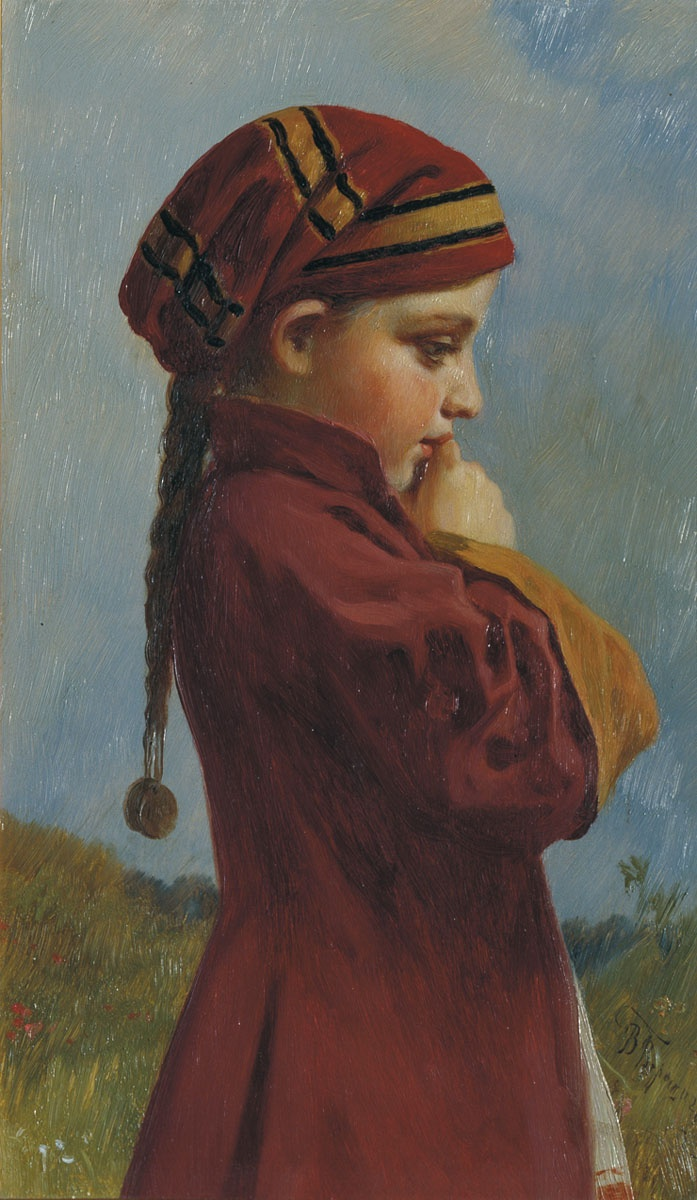
Портрет девочки-татарки
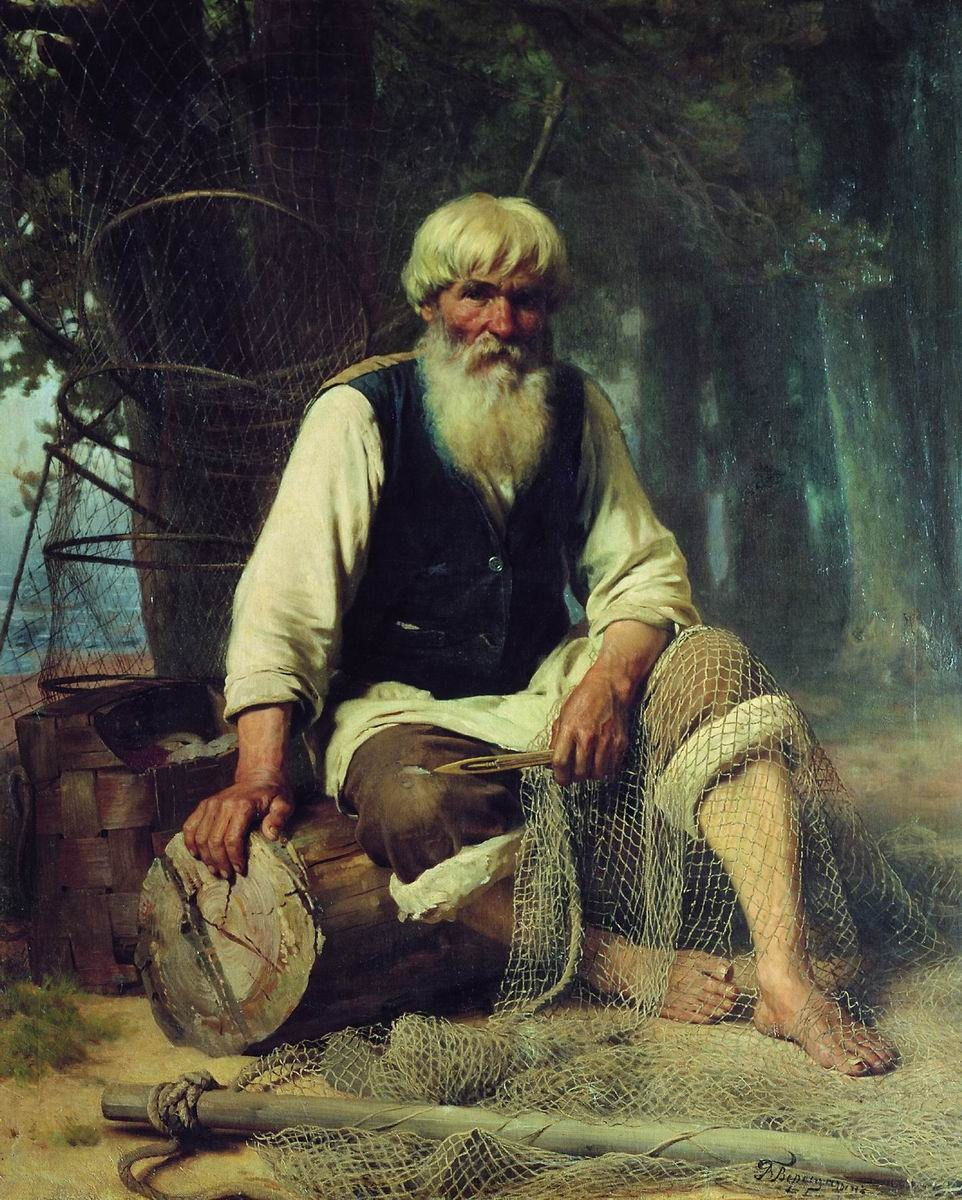
Рыбак
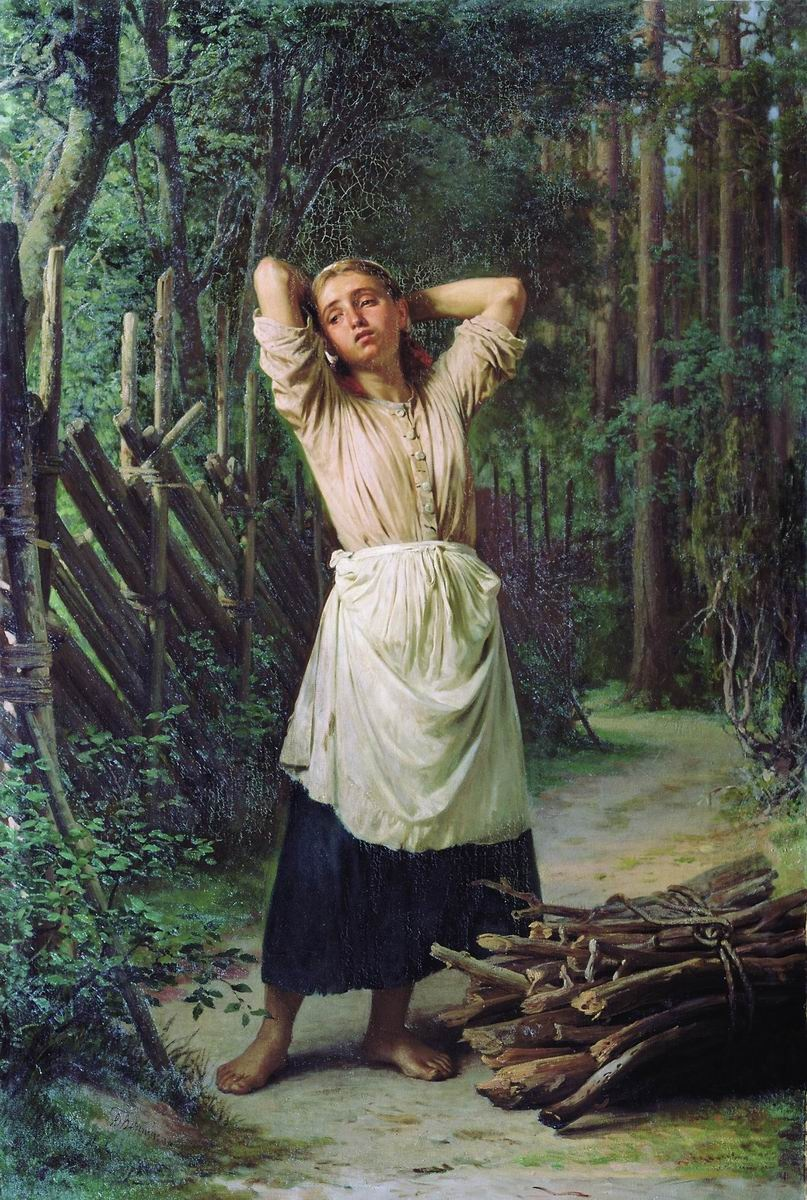
Усталая
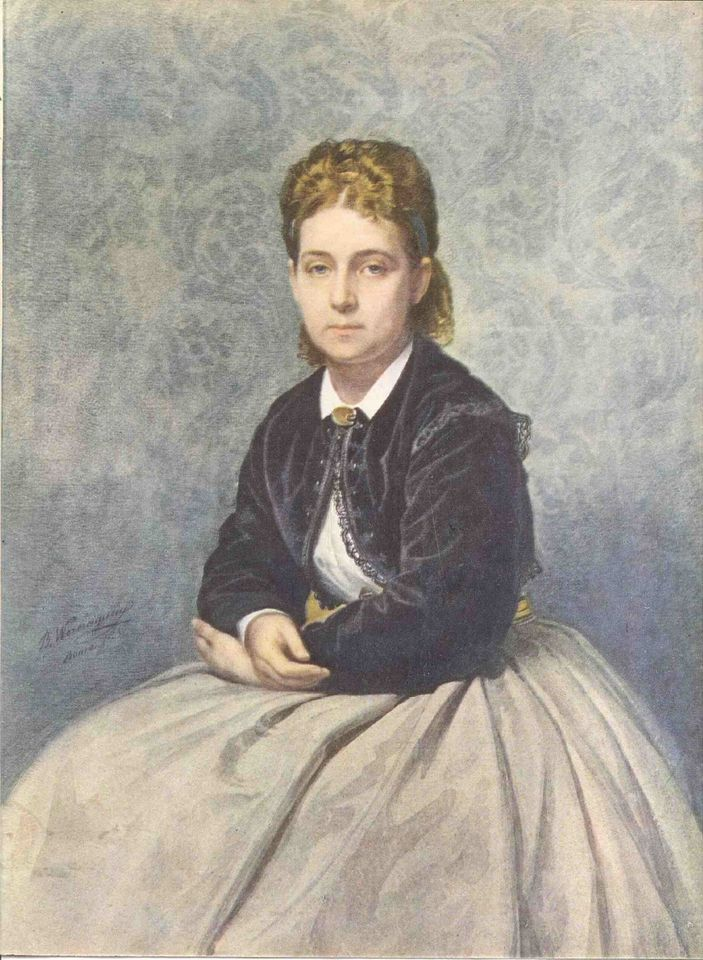
Портрет А. Н. Якоби
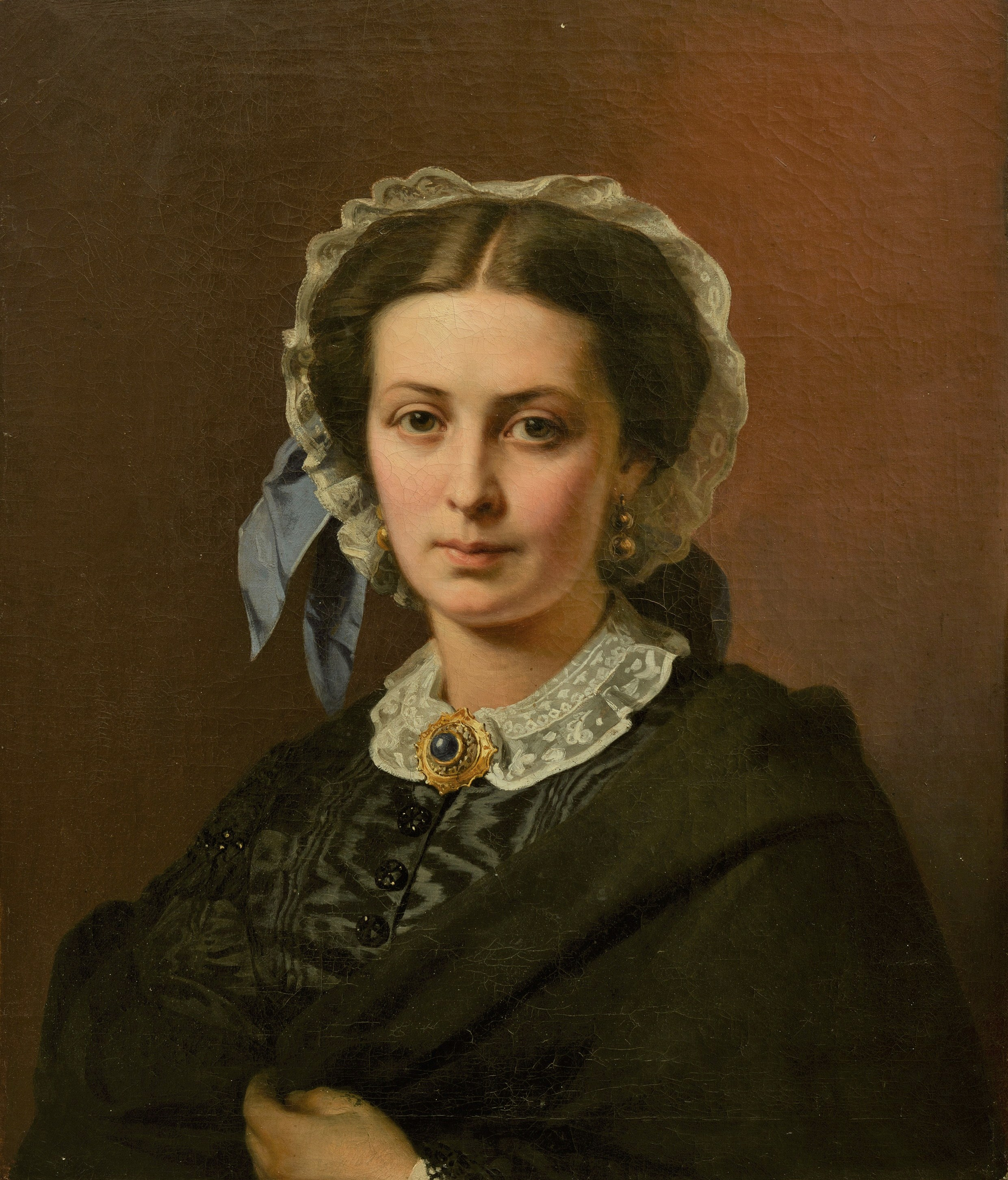
Портрет Надежды Павловны Боголюбовой